# كارلوس جونسون (مغني)
كارلوس جونسون (بالإنجليزية: Carlos Johnson)‏ هو مغني أمريكي، ولد في 17 يناير 1953 في شيكاغو في الولايات المتحدة.